# Bokaro (huyện)
Huyện Bokaro là một huyện thuộc bang Jharkhand, Ấn Độ. Thủ phủ huyện Bokaro đóng ở Bokaro. Huyện Bokaro có diện tích 2861 ki lô mét vuông. Đến thời điểm năm 2001, huyện Bokaro có dân số 1775961 người.